# Lacs Kolsay
Les lacs Kolsay' (ou Kulsay) sont un système de trois lacs dans le Nord des Monts Tian, dans le défilé de Kolsay, au niveau à la jonction des crêtes de Kungey Alatau (en) et de Trans-Ili Alataou. Les lacs sont situés sur le territoire du Kazakhstan, à 10 km au Nord de la frontière avec le Kirghizistan, à 330 km au Sud-Est d'Almaty à une altitude respective de 1 000, 2 500 et 2 700 m.
Les lacs sont surnommés le « joyau du Nord de Tian ». Les lacs sont environnés de forêts d'épicéas de Tian. La profondeur des lacs atteint 50 m. Leur population piscicole comprend entre autres la truite arc-en-ciel.

## Description
Le système des lacs Kolsay comprend trois lacs : le lac inférieur, le Mynzholky et le lac supérieur. Le système des trois lacs se situe à 11 km à l'Est du lac Kaindy.

### Le lac inférieur
Le lac inférieur, situé à une altitude de 1 818 m, est long d'un kilomètre et large de 400 m, et a une profondeur de 80 m. Il est interdit de s'y baigner ou d'y pêcher, mais il est possible d'y naviguer en bateau à voile ou catamaran. Il est également interdit d'y pagayer.

### Le lac intermédiaire, ou Mynzholky

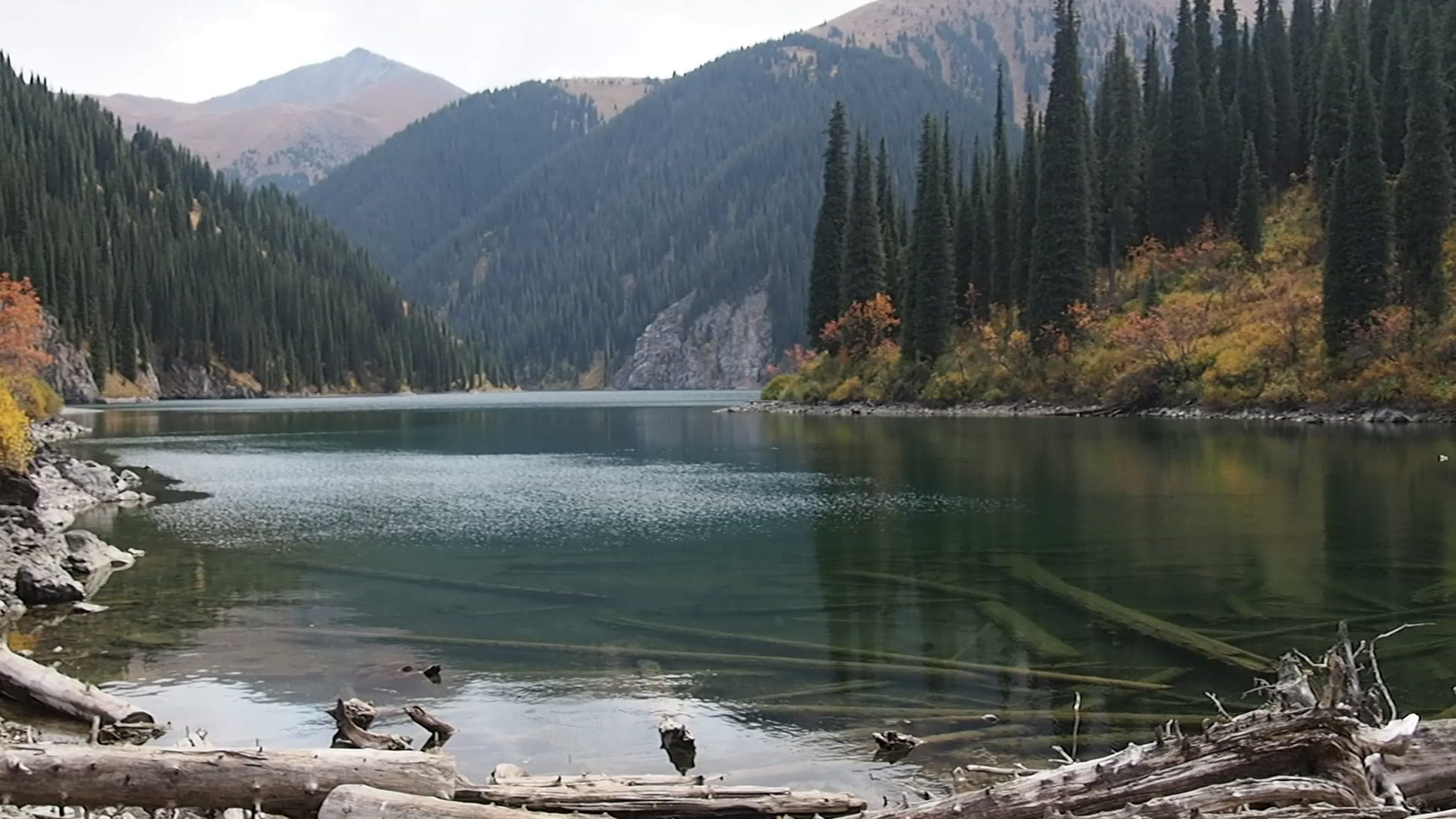
Le lac intermédiaire

Le lac intermédiaire (Mynzholky) est situé à une altitude de 2 252 m. Sa profondeur est de 50 m. C'est le plus grand des trois lacs.

### Le lac supérieur
Le lac supérieur est à une altitude de 2 850 m. C'est le plus petit des trois lacs.

## Tourisme
Les lacs de Kolsay sont situés sur le territoire du parc national de Kolsay Lakes et constituent une attraction touristique importante. Sous l'ère soviétique, personne n'était admis dans la vallée. De nos jours, des structures d'accueil et des campings ont été installés à proximité. Un parcours de randonnée de 25 km a été défini aux alentours, passant par les trois lacs Kolsay et par le col de Sary-Boulak et le lac Yssyk Koul. L'excursion pédestre dure trois jours, et le parcours peut être accompli à cheval en une journée.

## Liens
- (en) Les lacs Kolsay, sur OrexCA.